# Чемпіонат України з ралі 1996
Чемпіонат України з ралі 1996 – III чемпіонат з автомобільного ралі за часів незалежної України. Складався з п’яти етапів, які проходили в Херсоні (три етапи), Одесі та Києві. В чемпіонаті взяли участь 31 перший та 38 других пілотів, які були представниками 6 регіональних автомобільних клубів.

## Заліки та нарахування очок

### Особистий залік
Чемпіонат України з ралі 1996 року розігрувався в абсолютному заліку та в трьох залікових класах: 7, 8 та 12. До заліку йшли чотири кращі результати, показані кожним пілотом протягом чемпіонату. Очки в особистому заліку нараховувались окремо першим та другим пілотам (штурманам) за перші десять позицій на кожному етапі згідно наступної таблиці:
| Місце в заліку | 1  | 2  | 3  | 4  | 5 | 6 | 7 | 8 | 9 | 10 |
| Кількість очок | 20 | 15 | 12 | 10 | 8 | 6 | 4 | 3 | 2 | 1  |

Кількісних обмежень щодо мінімального кворуму пілотів в окремому заліку в чемпіонаті 1996 року не було, тому за підсумками сезону всі заліки було визнано такими, що відбулися, а їхні переможці отримали офіційне звання чемпіонів України з ралі. Втім, для того, щоби окремий заліковий клас відбувся на кожному змаганні, в ньому мало бути заявлено щонайменше п’ять екіпажів. Саме через цю причину на фінальному етапі чемпіонату клас 8 не відбувся, а всіх його учасників було переведено до класу 12.

### Командний залік
На додаток до заліку територіальних клубів та клубних команд в чемпіонаті України 1996 року було створено ще один залік так званих «фірмових команд», до складу яких могли входити представники різних клубів. Попри те, що в даному чемпіонаті таких команд набралось усього дві, саме цей залік за декілька років трансформувався в повноцінний командний залік чемпіонату.
В підсумкову турнірну таблицю йшли очки, набрані командами на всіх етапах чемпіонату. Командні очки на кожному етапі складались з очок, набраних двома кращими представниками команди у відповідних класах.

## Календар змагань та переможці етапів
Згідно попереднього календарного плану, відкривати чемпіонат України 1996 року мало Ралі Київ – але через певні організаційні проблеми київську гонку було перенесено, а першим етапом чемпіонату стало херсонське Ралі Колесо. 
| Дата        | Змагання            | Залік   | Переможці               | Переможці                | Переможці                 |
| Дата        | Змагання            | Залік   | Пілот                   | Штурман                  | Автомобіль                |
| ----------- | ------------------- | ------- | ----------------------- | ------------------------ | ------------------------- |
| 29-30.06    | Ралі Колесо         | Абсолют | Олександр Салюк-старший | Олександр Салюк-молодший | Ford Escort RS Cosworth   |
| 29-30.06    | Ралі Колесо         | Клас 7  | Станіслав Трахімович    | Олександр Папазов        | ВАЗ-2108                  |
| 29-30.06    | Ралі Колесо         | Клас 8  | Валерій Разумовський    | Руслан Железко           | ВАЗ-2108                  |
| 29-30.06    | Ралі Колесо         | Клас 12 | Олександр Салюк-старший | Олександр Салюк-молодший | Ford Escort RS Cosworth   |
| 09-11.08    | Ралі Куяльник       | Абсолют | Олександр Андріященко   | Анатолій Майстренко      | ВАЗ-2108                  |
| 09-11.08    | Ралі Куяльник       | Клас 7  | Михайло Аверін          | Юрій Горлачов            | ЗАЗ-1102                  |
| 09-11.08    | Ралі Куяльник       | Клас 8  | Олександр Андріященко   | Анатолій Майстренко      | ВАЗ-2108                  |
| 09-11.08    | Ралі Куяльник       | Клас 12 | Павло Гайдук            | Сергій Поддубний         | Lancia Delta HF Integrale |
| 31.08-01.09 | Ралі Чумацький Шлях | Абсолют | Василь Ростоцький       | Віктор Балін             | Mitsubishi Galant VR-4    |
| 31.08-01.09 | Ралі Чумацький Шлях | Клас 7  | Володимир Петренко      | Ігор Полутов             | ВАЗ-2108                  |
| 31.08-01.09 | Ралі Чумацький Шлях | Клас 8  | Олександр Андріященко   | Анатолій Майстренко      | ВАЗ-2108                  |
| 31.08-01.09 | Ралі Чумацький Шлях | Клас 12 | Василь Ростоцький       | Віктор Балін             | Mitsubishi Galant VR-4    |
| 18-20.10    | Ралі Київ           | Абсолют | Олександр Салюк-старший | Сергій Томчані           | Ford Escort RS Cosworth   |
| 18-20.10    | Ралі Київ           | Клас 7  | Михайло Аверін          | Юрій Горлачов            | ЗАЗ-1102                  |
| 18-20.10    | Ралі Київ           | Клас 8  | Дмитро Рибак            | Євген Леонов             | ВАЗ-2108                  |
| 18-20.10    | Ралі Київ           | Клас 12 | Олександр Салюк-старший | Сергій Томчані           | Ford Escort RS Cosworth   |
| 23-24.11    | Ралі Скіф           | Абсолют | Олександр Салюк-старший | Сергій Томчані           | Ford Escort RS Cosworth   |
| 23-24.11    | Ралі Скіф           | Клас 7  | Володимир Петренко      | Ігор Полутов             | ВАЗ-2108                  |
| 23-24.11    | Ралі Скіф           | Клас 12 | Олександр Салюк-старший | Сергій Томчані           | Ford Escort RS Cosworth   |

## Призери чемпіонату

### Абсолютний залік
| Місце | Пілот                   | Місто     | Набрані очки на етапах | Набрані очки на етапах | Набрані очки на етапах | Набрані очки на етапах | Набрані очки на етапах | Сума | Результат |
| Місце | Пілот                   | Місто     | 1                      | 2                      | 3                      | 4                      | 5                      | Сума | Результат |
| ----- | ----------------------- | --------- | ---------------------- | ---------------------- | ---------------------- | ---------------------- | ---------------------- | ---- | --------- |
| 1     | Олександр Салюк-старший | Київ      | 20                     | 0                      | 0                      | 20                     | 20                     | 60   | 60        |
| 2     | Василь Ростоцький       | Львів     | 0                      | 0                      | 20                     | 10                     | 15                     | 45   | 45        |
| 3     | Михайло Аверін          | Запоріжжя | 10                     | 15                     | 10                     | 8                      | 0                      | 43   | 43        |

### Клас 7
Автомобілі з робочим обсягом двигуна до 1300 см. куб.
| Місце | Пілот              | Місто     | Набрані очки на етапах | Набрані очки на етапах | Набрані очки на етапах | Набрані очки на етапах | Набрані очки на етапах | Сума | Результат |
| Місце | Пілот              | Місто     | 1                      | 2                      | 3                      | 4                      | 5                      | Сума | Результат |
| ----- | ------------------ | --------- | ---------------------- | ---------------------- | ---------------------- | ---------------------- | ---------------------- | ---- | --------- |
| 1     | Володимир Петренко | Київ      | 15                     | 12                     | 20                     | 15                     | 20                     | 82   | 70        |
| 2     | Михайло Аверін     | Запоріжжя | 12                     | 20                     | 15                     | 20                     | 0                      | 67   | 67        |
| 3     | Микола Нікітюк     | Одеса     | 8                      | 15                     | 0                      | 12                     | 0                      | 35   | 35        |

### Клас 8
Автомобілі з робочим обсягом двигуна до 1600 см. куб.
| Місце | Пілот                 | Місто | Набрані очки на етапах | Набрані очки на етапах | Набрані очки на етапах | Набрані очки на етапах | Набрані очки на етапах | Сума | Результат |
| Місце | Пілот                 | Місто | 1                      | 2                      | 3                      | 4                      | 5                      | Сума | Результат |
| ----- | --------------------- | ----- | ---------------------- | ---------------------- | ---------------------- | ---------------------- | ---------------------- | ---- | --------- |
| 1     | Олександр Андріященко | Одеса | 0                      | 20                     | 20                     | 15                     | 0                      | 55   | 55        |
| 2     | Дмитро Рибак          | Київ  | 0                      | 15                     | 15                     | 20                     | 0                      | 50   | 50        |
| 3     | Андрій Кожемякін      | Одеса | 15                     | 10                     | 10                     | 0                      | 0                      | 35   | 35        |

### Клас 12
Автомобілі з робочим обсягом двигуна до 3500 см. куб.
| Місце | Пілот                   | Місто  | Набрані очки на етапах | Набрані очки на етапах | Набрані очки на етапах | Набрані очки на етапах | Набрані очки на етапах | Сума | Результат |
| Місце | Пілот                   | Місто  | 1                      | 2                      | 3                      | 4                      | 5                      | Сума | Результат |
| ----- | ----------------------- | ------ | ---------------------- | ---------------------- | ---------------------- | ---------------------- | ---------------------- | ---- | --------- |
| 1     | Олександр Салюк-старший | Київ   | 20                     | 0                      | 0                      | 20                     | 20                     | 60   | 60        |
| 2     | Василь Ростоцький       | Львів  | 0                      | 0                      | 20                     | 12                     | 15                     | 47   | 47        |
| 3     | Юрій Карпенко           | Херсон | 0                      | 15                     | 15                     | 10                     | 0                      | 40   | 40        |

### Територіальні автоклуби
| Місце | Клуб            | Місто  | Набрані очки на етапах | Набрані очки на етапах | Набрані очки на етапах | Набрані очки на етапах | Набрані очки на етапах | Сума | Результат |
| Місце | Клуб            | Місто  | 1                      | 2                      | 3                      | 4                      | 5                      | Сума | Результат |
| ----- | --------------- | ------ | ---------------------- | ---------------------- | ---------------------- | ---------------------- | ---------------------- | ---- | --------- |
| 1     | КРАК «Славутич» | Київ   | 50                     | 47                     | 47                     | 55                     | 52                     | 251  | 251       |
| 2     | Одеський АК     | Одеса  | 30                     | 41                     | 50                     | 39                     | 25                     | 185  | 185       |
| 3     | Херсонський АК  | Херсон | 20                     | 15                     | 27                     | 18                     | 8                      | 88   | 88        |

### Клубні команди
| Місце | Команда            | Місто | Набрані очки на етапах | Набрані очки на етапах | Набрані очки на етапах | Набрані очки на етапах | Набрані очки на етапах | Сума | Результат |
| Місце | Команда            | Місто | 1                      | 2                      | 3                      | 4                      | 5                      | Сума | Результат |
| ----- | ------------------ | ----- | ---------------------- | ---------------------- | ---------------------- | ---------------------- | ---------------------- | ---- | --------- |
| 1     | Авіакомпанія Хорс  | Київ  | 20                     | 15                     | 15                     | 40                     | 20                     | 110  | 110       |
| 2     | Інтер Спорт Сервіс | Одеса | 35                     | 25                     | 30                     | 12                     | 0                      | 102  | 102       |
| 3     | СК Віпос           | Київ  | 15                     | 12                     | 20                     | 15                     | 20                     | 82   | 82        |

### Фірмові команди
| Місце | Команда     | Місто | Набрані очки на етапах | Набрані очки на етапах | Набрані очки на етапах | Набрані очки на етапах | Набрані очки на етапах | Сума | Результат |
| Місце | Команда     | Місто | 1                      | 2                      | 3                      | 4                      | 5                      | Сума | Результат |
| ----- | ----------- | ----- | ---------------------- | ---------------------- | ---------------------- | ---------------------- | ---------------------- | ---- | --------- |
| 1     | УкрТатНафта | Одеса | 12                     | 10                     | 20                     | 12                     | 15                     | 69   | 69        |
| 2     | АТАСС       | Львів | 12                     | 20                     | 12                     | 10                     | 0                      | 54   | 54        |

## Учасники поза заліком
- Оскільки Ралі Київ в 1996 році мало міжнародний статус, в ньому взяли участь три іноземні екіпажі – з Росії (Черевань/Міхайлов, Гончаров/Баранов) та Білорусі (Рубінчик І./Рубінчик Ю.). Втім, в заліку чемпіонату України вони участі не брали, оскільки з точки зору спортивної юрисдикції були володарями ліцензій інших країн.

- Також до участі в Ралі Київ був допущений жіночій екіпаж Олени Поварової та Оксани Гавриленко, однак через запізнення на старт його було виключено зі змагань, і в підсумкову таблицю чемпіонату цей екіпаж не потрапив.

## Статистика

### Кількість учасників
| Залік   | Перші пілоти | Другі пілоти |
| ------- | ------------ | ------------ |
| Абсолют | 31           | 38           |
| Клас 7  | 8            | 9            |
| Клас 8  | 10           | 11           |
| Клас 12 | 18           | 24           |

### Переможці спецділянок
| Пілот                   | Виграні СД |
| ----------------------- | ---------- |
| Олександр Салюк-старший | 14         |
| Павло Гайдук            | 3          |

## Цікаві факти
- Другий етап чемпіонату України 1996 року, Ралі Куяльник, став першим українським змаганням з ралі, перемогу в якому одержав екіпаж на автомобілі з приводом на одну вісь. Всього таких випадків в історії чемпіонатів України було шість[6].

- Чемпіонат 1996 року став єдиним сезоном українського ралі, в якому перемагали пілоти на автомобілях Mitsubishi, Ford та Lada.